# Dyskografia Ayumi Hamasaki
Dyskografia Ayumi Hamasaki – japońskiej piosenkarki, obejmuje trzynaście albumów studyjnych, pięć minialbumów, sześć kompilacji, dwadzieścia cztery albumy remiksowe, pięćdziesiąt dwa single, dziewięćdziesiąt osiem teledysków, dwadzieścia siedem albumów koncertowych.

## Albumy

### Albumy studyjne
| Rok  | Tytuł                                                                        | Najwyższa pozycja | Najwyższa pozycja | Najwyższa pozycja | Najwyższa pozycja | Sprzedaż                             | Certyfikaty RIAJ |
| Rok  | Tytuł                                                                        | JPN               | JPN               | KOR               | TWN               | Sprzedaż                             | Certyfikaty RIAJ |
| Rok  | Tytuł                                                                        | Tygodniowo        | Miesięcznie       | KOR               | TWN               | Sprzedaż                             | Certyfikaty RIAJ |
| ---- | ---------------------------------------------------------------------------- | ----------------- | ----------------- | ----------------- | ----------------- | ------------------------------------ | ---------------- |
| 1999 | A Song for XX - Wydany: 1 stycznia 1999 - Format: CD, kaseta                 | 1                 | 1                 | –                 | –                 | 1 451 910 (RIAJ)                     | - Milion         |
| 1999 | LOVEppears - Wydany: 10 listopada 1999 - Format: CD, kaseta                  | 1                 | 1                 | –                 | –                 | 2 562 130 (RIAJ)                     | - 2× Milion      |
| 2000 | Duty - Wydany: 27 września 2000 - Format: CD, kaseta                         | 1                 | 1                 | –                 | –                 | 3 000 000 (RIAJ)                     | - 3× Milion      |
| 2002 | I am... - Wydany: 1 stycznia 2002 - Format: CD, kaseta                       | 1                 | 1                 | –                 | –                 | 2 308 112 (Japonia) 3 000 000 (RIAJ) | - 3× Milion      |
| 2002 | RAINBOW - Wydany: 18 grudnia 2002 - Format: CD, kaseta                       | 1                 | 1                 | –                 | –                 | 2 000 000 (RIAJ)                     | - 2× Milion      |
| 2004 | MY STORY - Wydany: 15 grudnia 2004 - Format: CD, digital download            | 1                 | 1                 | –                 | –                 | 1 132 444 (Japonia)                  | - Milion         |
| 2006 | (miss)understood - Wydany: 1 stycznia 2006 - Format: CD, digital download    | 1                 | 1                 | –                 | 1                 | 1 030 000 (RIAJ)                     | - Milion         |
| 2006 | Secret - Wydany: 29 listopada 2006 - Format: CD, digital download            | 1                 | 1                 | –                 | 4                 | 750 000 (RIAJ) 801 000 (Avex)        | - 3× Platynowa   |
| 2008 | GUILTY - Wydany: 1 stycznia 2008 - Format: CD, digital download              | 2                 | 1                 | –                 | 2                 | 568 288 (Japonia) 750 000 (Avex)     | - 2× Platynowa   |
| 2009 | NEXT LEVEL - Wydany: 25 marca 2009 - Format: CD, digital download, USB       | 2                 | 1                 | –                 | 2                 | 380 000 (Japonia) 500 000 (RIAJ)     | - 2× Platynowa   |
| 2010 | Rock’n’Roll Circus - Wydany: 14 kwietnia 2010 - Format: CD, digital download | 1                 | 2                 | –                 | 4                 | 320 300 (Japonia)                    | - Platynowa      |
| 2010 | Love songs - Wydany: 22 grudnia 2010 - Format: CD, digital download, USB     | 1                 | 3                 | 46                | 8                 | 272 653                              | - Platynowa      |
| 2012 | Party Queen - Wydany: 21 marca 2012 - Format: CD, digital download           | 2                 | 4                 | 60                | 3                 | 148 290                              | - Złota          |
| 2013 | LOVE again - Wydany: 8 lutego 2013 - Format: CD, digital download            | 1                 | 3                 | 35                | 12                | 88 538                               | - Złota          |
| 2014 | Colours - Wydany: 18 czerwca 2014 - Format: CD, digital download             | 5                 | 12                | 75                | 7                 | 52 658                               |                  |
| 2015 | A ONE - Wydany: 8 kwietnia 2015 - Format: CD, digital download               | 4                 | 9                 | –                 | –                 | 52 816                               |                  |
| 2016 | M(A)DE IN JAPAN - Wydany: 29 czerwca 2016 - Format: CD, digital download     | 2                 | –                 | –                 | –                 | 39 327                               |                  |

### Kompilacje
| Rok  | Tytuł                                                                                | miejsce na Oricon | miejsce na Oricon | miejsce na Oricon | Sprzedaż                      | Certyfikaty RIAJ |
| Rok  | Tytuł                                                                                | Dziennie          | Tygodniowo        | Miesięcznie       | Sprzedaż                      | Certyfikaty RIAJ |
| ---- | ------------------------------------------------------------------------------------ | ----------------- | ----------------- | ----------------- | ----------------------------- | ---------------- |
| 2001 | A BEST - Wydany: 28 marca 2001 - Format: CD, kaseta                                  | 1                 | 1                 | 1                 | 4 301 353 (Japonia)           | - 4× Milion      |
| 2003 | A BALLADS - Wydany: 12 marca 2003 - Format: CD, kaseta                               | 1                 | 1                 | 1                 | 1 040 998 (RIAJ)              | - Milion         |
| 2007 | A BEST 2 -BLACK- - Wydany: 28 lutego 2007 - Format: CD, digital download             | 1                 | 2                 | 3                 | 750 000 (RIAJ) 918 000 (Avex) | - 3× Platynowa   |
| 2007 | A BEST 2 -WHITE- - Wydany: 28 lutego 2007 - Format: CD, digital download             | 1                 | 1                 | 2                 | 750 000 (RIAJ) 915 000 (Avex) | - 3× Platynowa   |
| 2008 | A COMPLETE 〜ALL SINGLES〜 - Wydany: 10 września 2008 - Format: CD, digital download | 1                 | 1                 | 1                 | 852 259 (RIAJ)                | - 3× Platynowa   |
| 2012 | A SUMMER BEST - Wydany: 8 sierpnia 2012 - Format: CD, digital download               | 2                 | 2                 | 3                 | 139 567                       | - Złota          |
| 2014 | Countdown Live 2013–2014 A Vol.1 - Wydany: 12 marca 2014 - Format: digital download  | –                 | –                 | –                 | –                             | –                |
| 2014 | Countdown Live 2013–2014 A Vol.2 - Wydany: 12 marca 2014 - Format: digital download  | –                 | –                 | –                 | –                             | –                |
| 2014 | Winter Ballad Selection - Wydany: 26 listopada 2014 - Format: digital download       | –                 | –                 | –                 | –                             | –                |

### Minialbumy
| Rok                                            | Dane dot. albumu                                                                      | Najwyższa pozycja (Oricon) | Sprzedaż  | Certyfikaty RIAJ |
| ---------------------------------------------- | ------------------------------------------------------------------------------------- | -------------------------- | --------- | ---------------- |
| 1995                                           | Nothing from Nothing - Wydany: 1 grudnia1995 - Format: CD                             | –                          |           |                  |
| 2003                                           | Memorial address - Wydany: 17 grudnia 2003 - Format: CD, kaseta                       | 1                          | 1 220 000 | - Milion         |
| 2011                                           | FIVE - Wydany: 31 sierpnia 2011 - Format: CD, CD+DVD, digital download                | 1                          | 214 182   | - Złota          |
| 2012                                           | LOVE - Wydany: 8 listopada 2012 - Format: CD, CD+DVD, digital download                | 4                          | 94 347    |                  |
| 2012                                           | again - Wydany: 8 grudnia 2012 - Format: CD, CD+DVD, digital download                 | 7                          | 53 199    |                  |
| 2015                                           | sixxxxxx - Wydany: 5 sierpnia 2015 - Format: CD, CD+DVD, digital download             | 2                          | 44 140    |                  |
| 2018                                           | TROUBLE - Wydany: 15 sierpnia 2018 - Format: CD, CD/DVD, CD/Blu-ray, digital download | 3                          | 35 000    |                  |
| „–” oznacza, że wydawnictwo nie było notowane. |                                                                                       |                            |           |                  |

### Albumy remiksowe
| Rok  | Dane dot. albumu                                                                                     | Najwyższa pozycja (Oricon) | Sprzedaż | Certyfikaty RIAJ |
| ---- | --- | -------------------------- | -------- | ---------------- |
| 1999 | ayu-mi-x - Wydany: 17 marca 1999                                                                     | 4                          | 396 800  | - Platynowa      |
| 2000 | SUPER EUROBEAT presents ayu-ro mix - Wydany: 16 lutego 2000                                          | 2                          | 650 000  | - 2× Platynowa   |
| 2000 | ayu-mi-x II version JPN - Wydany: 8 marca 2000                                                       | 6                          | 170 990  | - Złota          |
| 2000 | ayu-mi-x II version US+EU - Wydany: 8 marca 2000                                                     | 2                          | 230 030  | - Platynowa      |
| 2000 | ayu-mi-x II version Acoustic Orchestra - Wydany: 8 marca 2000                                        | 3                          | 200 750  | - Platynowa      |
| 2000 | ayu-mi-x II version Non-Stop Mega Mix - Wydany: 8 marca 2000                                         | 6                          | 515 410  | - 2× Platynowa   |
| 2001 | ayu-mi-x III Acoustic Orchestra Version - Wydany: 28 lutego 2001                                     | 4                          | 183 760  | - Złota          |
| 2001 | ayu-mi-x III Non-Stop Mega Mix Version - Wydany: 28 lutego 2001                                      | 3                          | 314 040  | - Platynowa      |
| 2001 | SUPER EUROBEAT presents ayu-ro mix 2 - Wydany: 27 września 2001                                      | 1                          | 435 760  | - Platynowa      |
| 2001 | Cyber TRANCE presents ayu trance - Wydany: 27 września 2001                                          | 3                          | 391 720  | - Platynowa      |
| 2002 | ayu-mi-x 4 + selection Acoustic Orchestra Version - Wydany: 20 marca 2002                            | 9                          | 96 000   |                  |
| 2002 | ayu-mi-x 4 + selection Non-Stop Mega Mix Version - Wydany: 20 marca 2002                             | 4                          | 152 250  | - Złota          |
| 2002 | Cyber TRANCE presents ayu trance 2 - Wydany: 26 września 2002                                        | 3                          | 237 800  | - Platynowa      |
| 2003 | RMX WORKS from ayu-mi-x 5 non-stop mega mix - Wydany: 25 września 2003                               | 18                         | 44 050   |                  |
| 2003 | RMX WORKS from Cyber TRANCE presents ayu TRANCE 3 - Wydany: 25 września 2003                         | 14                         | 56 000   |                  |
| 2003 | RMX WORKS from SUPER EUROBEAT presents ayu-ro mix 3 - Wydany: 25 września 2003                       | 13                         | 65 102   |                  |
| 2005 | MY STORY Classical - Wydany: 24 marca 2005 - Powstał przy współpracy z Orchestre Lamoureux (Francja) | 4                          | 81 700   |                  |
| 2008 | ayu-mi-x 6 -GOLD- - Wydany: 26 marca 2008                                                            | 6                          | 45 800   |                  |
| 2008 | ayu-mi-x 6 -SILVER- - Wydany: 26 marca 2008                                                          | 8                          | 42 810   |                  |
| 2011 | ayu-mi-x 7 -version HOUSE- - Wydany: 20 kwietnia 2011                                                | 7                          | 19 651   |                  |
| 2011 | ayu-mi-x 7 -version Acoustic Orchestra- - Wydany: 20 kwietnia 2011                                   | 5                          | 18 687   |                  |
| 2011 | ayu-mi-x 7 presents ayu trance 4 - Wydany: 20 kwietnia 2011                                          | 6                          | 18 672   |                  |
| 2011 | ayu-mi-x 7 presents ayu-ro mix 4 - Wydany: 20 kwietnia 2011                                          | 4                          | 20 161   |                  |
| 2011 | ayu-mi-x 7 -LIMITED COMPLETE BOX SET- - Wydany: 20 kwietnia 2011                                     | 7                          |          |                  |
| 2013 | A Classical - Wydany: 8 stycznia 2013                                                                | 1                          | 33 017   |                  |
| 2015 | LOVE CLASSICS - Wydany: 28 stycznia 2015                                                             | 16                         | 8272     |                  |
| 2015 | Winter diary ~A7 Classical~ - Wydany: 23 grudnia 2015                                                | 11                         | 9885     |                  |

### Albumy koncertowe
2000
- Ayumi Hamasaki Concert Tour 2000 A Vol.1
- Ayumi Hamasaki Concert Tour 2000 A Vol.2

2001
- Ayumi Hamasaki Countdown Live 2000–2001 A
- Ayumi Hamasaki DOME TOUR 2001 A

2003
- Ayumi Hamasaki COUNTDOWN LIVE 2001–2002 A[b]
- Ayumi Hamasaki ARENA TOUR 2002 A
- Ayumi Hamasaki STADIUM TOUR 2002 A
- Ayumi Hamasaki COUNTDOWN LIVE 2002–2003 A[b]
- Ayumi Hamasaki COMPLETE LIVE BOX A

2004
- Ayumi Hamasaki A museum ~30th single collection live~
- Ayumi Hamasaki ARENA TOUR 2003–2004 A

2005
- Ayumi Hamasaki COUNTDOWN LIVE 2004–2005 A
- Ayumi Hamasaki ARENA TOUR 2005 A ~MY STORY~

2006
- Ayumi Hamasaki COUNTDOWN LIVE 2005−2006 A
- Ayumi Hamasaki ARENA TOUR 2006 A ~(miss) understood~

2007
- Ayumi Hamasaki BEST of COUNTDOWN LIVE 2006–2007 A[c]

2008
- Ayumi Hamasaki ASIA TOUR 2007 A ~Tour of Secret~
- Ayumi Hamasaki COUNTDOWN LIVE 2007–2008 Anniversary

2009
- Ayumi Hamasaki ASIA TOUR 2008 ~10th Anniversary~ Live in TAIPEI
- Ayumi Hamasaki COUNTDOWN LIVE 2007–2008 Anniversary
- Ayumi Hamasaki PREMIUM COUNTDOWN LIVE 2008–2009 A

2010
- Ayumi Hamasaki ARENA TOUR 2009 A ~NEXT LEVEL~
- Ayumi Hamasaki COUNTDOWN LIVE 2009–2010 A 〜Future Classics〜

2011
- Ayumi Hamasaki Rock’n’Roll Circus Tour FINAL ~7days Special~
- A 50 SINGLES ~LIVE SELECTION~
- Ayumi Hamasaki COUNTDOWN LIVE 2010–2011 A ~do it again~

2012
- Ayumi Hamasaki ~POWER of MUSIC~ 2011 A LIMITED EDITION

2013
- Ayumi Hamasaki ARENA TOUR 2012 A ~HOTEL Love songs~
- Ayumi Hamasaki COUNTDOWN LIVE 2012−2013 A ~WAKE UP~
- Ayumi Hamasaki 15th Anniversary TOUR 〜A BEST LIVE〜

2014
- Ayumi Hamasaki COUNTDOWN LIVE 2013–2014 A
- Ayumi Hamasaki PREMIUM SHOWCASE 〜Feel the love〜

2015
- Ayumi Hamasaki COUNTDOWN LIVE 2014–2015 A Cirque de Minuit
- Ayumi Hamasaki ARENA TOUR 2015 A Cirque de Minuit 〜真夜中のサーカス〜 The FINAL

2016
- Ayumi Hamasaki ARENA TOUR 2016 A 〜M(A)DE IN JAPAN〜

## DVD
- 1999 A Film for XX
- 2000 A Clips
- 2000 Hamasaki Ayumi
- 2000 Vogue Far away Seasons
- 2000 SURREAL
- 2001 M
- 2001 evolution
- 2002 A Clips Vol.2
- 2002 Someday My Prince Will Come
- 2004 Complete Clip Box
- 2012 A CLIP BOX 1998-2011

## Single
| Rok                                            | Tytuł                        | Najwyższa pozycja | Najwyższa pozycja    | Sprzedaż (Oricon) | Certyfikaty (RIAJ)                                                                                             |
| Rok                                            | Tytuł                        | Oricon            | Billboard Hot 100    | Sprzedaż (Oricon) | Certyfikaty (RIAJ)                                                                                             |
| ---------------------------------------------- | ---------------------------- | ----------------- | -------------------- | ----------------- | --- |
| 1995                                           | Nothing from Nothing         | –                 | –                    |                   | |
| 1998                                           | poker face                   | 20                | –                    | 66 720            | |
| 1998                                           | YOU                          | 20                | –                    | 114 490           | |
| 1998                                           | Trust                        | 9                 | –                    | 206 290           | - Złota (CD)                                                                                                   |
| 1998                                           | For My Dear...               | 9                 | –                    | 97 160            | |
| 1998                                           | Depend on you                | 6                 | –                    | 159 910           | - Złota (CD)                                                                                                   |
| 1999                                           | WHATEVER                     | 5                 | –                    | 217 170           | - Złota (CD)                                                                                                   |
| 1999                                           | LOVE ~Destiny~               | 1                 | –                    | 689 870           | - Platynowa (CD)                                                                                               |
| 1999                                           | TO BE                        | 4                 | –                    | 353 350           | - Platynowa (CD)                                                                                               |
| 1999                                           | Boys & Girls                 | 1                 | –                    | 1 037 950         | - 2x Platynowa (CD)                                                                                            |
| 1999                                           | A                            | 1                 | –                    | 1 630 540         | - 4x Platynowa (CD)                                                                                            |
| 1999                                           | appears                      | 2                 | –                    | 290 550           | - Złota (CD)                                                                                                   |
| 1999                                           | kanariya                     | 1                 | –                    | 289 200           | - Złota (CD)                                                                                                   |
| 2000                                           | Fly high                     | 3                 | –                    | 299 540           | - Złota (CD)                                                                                                   |
| 2000                                           | vogue                        | 3                 | –                    | 767 660           | - 2x Platynowa (CD)                                                                                            |
| 2000                                           | Far away                     | 2                 | –                    | 510 460           | - Platynowa (CD)                                                                                               |
| 2000                                           | SEASONS                      | 1                 | –                    | 1 367 400         | - 3x Platynowa (CD) - Złota (cyfr.)                                                                            |
| 2000                                           | SURREAL                      | 1                 | –                    | 417 210           | - Platynowa (CD)                                                                                               |
| 2000                                           | AUDIENCE                     | 2                 | –                    | 292 950           | - Złota (CD)                                                                                                   |
| 2000                                           | M                            | 1                 | –                    | 1 319 070         | - Million (CD) - Platynowa (cyfr.)                                                                             |
| 2001                                           | evolution                    | 1                 | –                    | 955 250           | - 2x Platynowa (CD) - Złota (cyfr.)                                                                            |
| 2001                                           | NEVER EVER                   | 1                 | –                    | 756 980           | - 2x Platynowa (CD)                                                                                            |
| 2001                                           | Endless sorrow               | 1                 | –                    | 768 510           | - 2x Platynowa (CD)                                                                                            |
| 2001                                           | UNITE!                       | 1                 | –                    | 571 110           | - Platynowa (CD)                                                                                               |
| 2001                                           | Dearest                      | 1                 | –                    | 750 420           | - 2x Platynowa (CD) - Złota (cyfr.)                                                                            |
| 2001                                           | a song is born               | 1                 | –                    | 441 410           | - Platynowa (CD)                                                                                               |
| 2002                                           | Daybreak                     | 2                 | –                    | 197 140           | - Złota (CD)                                                                                                   |
| 2002                                           | Free & Easy                  | 1                 | –                    | 486 520           | - Platynowa (CD)                                                                                               |
| 2002                                           | H                            | 1                 | –                    | 1 012 544         | - Million (CD)                                                                                                 |
| 2002                                           | Voyage                       | 1                 | –                    | 679 463           | - 3× Platynowa (CD) - Złota (cyfr.)                                                                            |
| 2003                                           | &                            | 1                 | –                    | 591 481           | - 2× Platynowa (CD)                                                                                            |
| 2003                                           | forgiveness                  | 1                 | –                    | 222 194           | - Platynowa (CD)                                                                                               |
| 2003                                           | No way to say                | 1                 | –                    | 371 171           | - Platynowa (CD) - Złota (cyfr.)                                                                               |
| 2004                                           | Moments                      | 1                 | –                    | 302 923           | - 2x Platynowa (ringtone) - Platynowa (CD) - Złota (cyfr.)                                                     |
| 2004                                           | INSPIRE                      | 1                 | –                    | 329 145           | - 3x Platynowa (ringtone) - Platynowa (CD)                                                                     |
| 2004                                           | CAROLS                       | 1                 | –                    | 309 128           | - Milion (ringtone) - Platynowa (CD)                                                                           |
| 2005                                           | STEP you/is this LOVE?       | 1                 | –                    | 345 340           | - 3× Platynowa (ringtone) - Platynowa (CD) - Złota (cellphone)                                                 |
| 2005                                           | fairyland                    | 1                 | –                    | 316 663           | - 3× Platynowa (ringtone) - Platynowa (CD) - Złota (cellphone)                                                 |
| 2005                                           | HEAVEN                       | 1                 | –                    | 327 111           | - Milion (ringtone) - Platynowa (CD) - Złota (cellphone)                                                       |
| 2005                                           | Bold & Delicious/Pride       | 1                 | –                    | 132 993           | - Platynowa (CD)                                                                                               |
| 2006                                           | Startin’/Born To Be...       | 1                 | –                    | 188 551           | - Platynowa (CD) - Złota (cellphone)                                                                           |
| 2006                                           | BLUE BIRD                    | 1                 | –                    | 258 566           | - 3× Platynowa (ringtone) - Platynowa (CD) - Złota (cyfr.)                                                     |
| 2007                                           | glitter/fated                | 1                 | –                    | 166 203           | - 2× Platynowa (ringtone) - Złota (CD) - Złota (cyfr.)                                                         |
| 2007                                           | talkin’ 2 myself             | 1                 | –                    | 108 347           | - Złota (CD) - Złota (cyfr.)                                                                                   |
| 2007                                           | Together When...             | –                 | –                    |                   | - 3× Platynowa (ringtone) - Platynowa (cellphone)                                                              |
| 2008                                           | Mirrorcle World              | 1                 | 2                    | 193 016           | - Platynowa (CD) - Złota (cellphone)                                                                           |
| 2008                                           | Days/GREEN                   | 1                 | 1 („Days”)           | 190 891           | - Złota (CD) - 2× Platynowa („Days”, ringtone) - Platynowa („Days”, cellphone) - Złota („GREEN”, cyfr.)        |
| 2009                                           | Rule/Sparkle                 | 1                 | 1 („Rule”)           | 130 540           | - Złota (CD) - Platynowa („Rule”, cyfr.)                                                                       |
| 2009                                           | Sunrise/Sunset ~LOVE is ALL~ | 1                 | 2 („Sunrise”)        | 110 169           | - Złota (CD) - 2x Platynowa („Sunrise”, ringtone) - Platynowa („Sunrise”, cellphone) - Złota („Sunset”, cyfr.) |
| 2009                                           | You were.../BALLAD           | 1                 | 14 („You were...”)   | 118 249           | - Złota (CD) - 2x Platynowa („You were...”, ringtone) - Platynowa („You were...”, cyfr.)                       |
| 2010                                           | MOON/blossom                 | 1                 | 4 („MOON”)           | 96 490            | - Złota (CD) - Złota („MOON”, cellphone)                                                                       |
| 2010                                           | crossroad                    | 1                 | 3                    | 99 021            | - Złota (CD) - Złota (cyfr.)                                                                                   |
| 2010                                           | L                            | 1                 | 2 („Virgin Road”)    | 95 199            | - Złota (CD)                                                                                                   |
| 2012                                           | how beautiful you are        | –                 | 52                   |                   | - Złota (cyfr.)                                                                                                |
| 2013                                           | Feel the love/Merry-go-round | 5                 | 12 („Feel the love”) | 37 366            | |
| 2014                                           | Terminal                     | 24                | –                    | 4018              | |
| 2014                                           | Zutto.../Last minute/Walk    | 5                 | 31 („Zutto...”)      | 35 550            | |
| 2015                                           | Step by Step                 | –                 | 21                   |                   | |
| 2016                                           | We Are the Queens            | –                 | 79                   |                   | |
| 2020                                           | Ohia no ki                   | –                 | 14                   |                   | |
| 2020                                           | Dreamed a Dream              | –                 | –                    |                   | |
| „–” oznacza, że wydawnictwo nie było notowane. |                              |                   |                      |                   | |

### Single niemieckie
- 2003 Connected
- 2003 M
- 2004 Depend on you
- 2004 Naturally
- 2005 appears
- 2005 UNITE!

### Inne single
- 2000 The Other Side One: Hex Hector
- 2001 The Other Side Two: Junior Vasquez
- 2001 The Other Side Three: Thunderpuss, Soul Solution
- 2001  The Other Side Four: System F, Vincent De Moor
- 2001 poker face – reedycja
- 2001 YOU – reedycja
- 2001 Trust – reedycja
- 2001 For My Dear... – reedycja
- 2001 Depend on you – reedycja
- 2001 Whatever – reedycja
- 2001 LOVE ~Destiny~ – reedycja
- 2001 TO BE – reedycja
- 2001 Excerpts from Ayu-mi-x III: 001
- 2001 Excerpts from Ayu-mi-x III: 002
- 2001 Excerpts from Ayu-mi-x III: 003
- 2001 Excerpts from Ayu-mi-x III: 004
- 2001 Excerpts from Ayu-mi-x III: 005
- 2001 Excerpts from Ayu-mi-x III: 006
- 2002 H – wersja limitowana

## Strony B
- 1998 Friend – poker face
- 1999 LOVE ~Since 1999~ – LOVE ~Destiny~
- 2000 ever free – vogue
- 2003 theme of a-nation '03 – &
- 2004 Game – INSPIRE
- 2005 Alterna – fairyland
- 2005 Will – HEAVEN
- 2005 Pride – Bold & Delicious/Pride
- 2006 Teens (Acoustic Version) – Startin’/Born To Be...
- 2006 Beautiful Fighters – Blue Bird
- 2007 Secret – glitter/fated
- 2007 decision – talkin’ 2 myself
- 2008 Life, YOU, Depend on You – Mirrorcle World

## Płyty winylowe
japońskie
- 1999 – Depend on you
- 1999 – A Song for XX
- 1999 – from your letter
- 1999 – poker face
- 1999 – SIGNAL
- 1999 – Hana
- 1999 – POWDER SNOW
- 1999 – Trust
- 1999 – Wishing
- 1999 – As if...
- 1999 – FRIEND II
- 1999 – Two of us
- 1999 – YOU
- 1999 – Boys & Girls
- 1999 – A (side NYC Vinyl)
- 1999 – A (side TYO Vinyl)
- 2008 – part of Me / decision
- 2008 – alterna / Beautiful Fighters
- 2008 – walking proud / glitter
- 2008 – HEAVEN / talkin’ 2 myself
- 2008 – Startin’ / Greatful Days
- 2008 – No way to say / fated
- 2008 – INSPIRE / CAROLS
- 2008 – GAME / Together When...
- 2008 – STEP you / About You
- 2008 – Moments / ourselves

amerykańskie
- 1999 – Boys & Girls
- 2001 – appears
- 2001 – kanariya
- 2001 – Duty
- 2001 – evolution
- 2001 – M
- 2001 – Trauma
- 2001 – monochrome
- 2001 – too late
- 2001 – Boys & Girls

niemieckie
- 2002 – Connected (Part 1)
- 2003 – Connected (The Remixes)
- 2003 – M (Part 1)
- 2003 – M (Part 2)
- 2003 – M (Part 3)
- 2004 – Depend on you Svenson & Gielen remixes
- 2004 – Depend on you (Part 2)
- 2004 – Naturally (Part 1)
- 2004 – Naturally (Part 2)
- 2005 – appears Armin van Buuren Remixes
- 2005 – appears The Remixes
- 2005 – UNITE! (Part 1)
- 2005 – UNITE! (Part 2)

## Teledyski
- poker face
- YOU
- Trust
- For My Dear...
- Depend on you
- WHATEVER
- LOVE ~Destiny~
- TO BE
- Boys & Girls
- appears
- kanariya
- Fly high
- vogue
- Far Away
- Seasons
- SURREAL
- M
- evolution
- Endless sorrow
- Dearest
- Daybreak
- Connected
- Free & Easy
- Voyage
- Real me
- Rainbow
- ourselves
- HANABI ~episode II~
- Greatful days
- forgiveness
- No way to say
- ANGEL’S SONG
- Because of You
- Moments
- INSPIRE
- GAME
- CAROLS
- About You
- walking proud
- Humming 7/4
- is this LOVE?
- STEP you
- My Name’s WOMEN
- fairyland
- HEAVEN
- Pride
- Bold & Delicious
- rainy day
- alterna
- Ladies Night
- Born To Be...
- Startin’
- BLUE BIRD
- Beautiful Fighters
- JEWEL
- momentum
- 1 LOVE
- part of Me
- glitter
- fated
- talkin’ 2 myself
- decision
- Together When...
- (Don’t) Leave Me Alone
- Marionette
- Mirrorcle World
- Days
- GREEN
- Rule
- Sparkle
- Curtain call
- NEXT LEVEL
- Sunrise ~LOVE is ALL~
- Sunset ~LOVE is ALL~
- You Were...
- BALLAD
- Microphone
- Sexy Little Things
- Lady Dynamite
- Don’t Look Back
- MOON
- blossom
- crossroad
- Sweet Season
- Virgin Road
- Do It Again
- Love song
- Last angel
- progress
- beloved
- BRILLANTE
- how beautiful you are
- Return Road
- Shake It♥
- NaNaNa
- You & Me
- Song 4 u
- Missing
- Wake me up
- Sweet scar
- snowy kiss

Z innymi artystami
1. Dream On (Naoya Urata featuring Ayumi Hamasaki)
2. Why... (feat. JUNO)
3. ANother song (feat. URATA NAOYA)

ŁĄCZNIE: 104